# Juan Antonio Orenga Forcada
Juan Antonio Orenga Forcada (Castelló de la Plana, 29 de juliol de 1966) és un exjugador de bàsquet valencià, que també ha estat seleccionador espanyol de bàsquet.

## Biografia
Orenga va jugar com a pivot al llarg de 19 temporades com a professional. Tot i que els seus majors èxits els va a aconseguir com a jugador del Real Madrid (la primera Lliga ACB, finalista en 1997 i la Recopa d'aquell mateix any), tan sols va jugar-hi tres temporades divides en dues etapes (1983/84 i 1996/98). El seu nom, però, va quedar lligat amb l'Estudiantes, on va desenvolupar la major part de la seva carrera (1986/96), on van guanyar la Copa del Rei de 1992 i va ser finalista i Millor jugador l'any anterior. El 1998 va marxar de Madrid per a acabar la seva carrera a l'Unicaja Málaga i el Cáceres CB, retirant-se definitivament en 2002.
Va ser 128 vegades internacional amb Espanya, amb la qual guanyà la medalla de bronze en l'Eurobasket de 1991. També va ser tres cops quatrefinalista del torneig en les edicions de 1993, 1995 i 1997. També va participar en els Jocs Olímpics de 1992 i els Campionats del Món de 1994 i 1998, amb actuacions més decebredores.
Un cop retirat de l'esport va viure una breu experiència amb l'Estudiantes la temporada 2005/06. El 2008 es va incorporar a l'organigrama de la selecció espanyola com a ajudant de Sergio Scariolo, al mateix temps que va exercir de seleccionador sots-19 des de l'estiu del 2009 i de seleccionador sots-20 des de 2010. El novembre de 2012 va substitutir el preparador italià al capdavant de la selecció espanyola absoluta. El setembre de 2014, després del fracàs de la selecció espanyola al Mundial de bàsquet d'Espanya, Orenga va renunciar al seu càrrec de seleccionador.

## Trajectòria
- Real Madrid (1983/84)
- Collado Villalba (1984/85)
- Cajamadrid (1985/88)
- CB Estudiantes (1988/96)
- Real Madrid (1996/98)
- Unicaja Málaga (1998/2000)
- CB Cáceres (2000/02)

## Palmarès

### Com a jugador
- 1 Medalla de bronze a l'Eurobasket: Roma 1991.
- 1 Medalla d'argent a l'Eurobasket Juvenil: Tubingen 1983.
- 1 liga ACB: 1983/84 amb el Reial Madrid.
- 1 Copa del Rei: 1991/92 amb el CB Estudiantes.
- 1 Eurocopa: 1996/97 amb el Reial Madrid.

#### Altres mèrits
- MVP de la Copa del Rei (1991) amb el CB Estudiantes[3]
- 1 cop semifinalista de la Lliga Europea: 1991/92 amb el CB Estudiantes.
- 1 cop finalista de l'ACB: 1996/97 amb el Reial Madrid.
- Jugador històric de l'ACB: 2.500 rebots aconseguits el 5 de desembre de 1998.
- Jugador històric de l'ACB: 12.000 minuts aconseguits el 20 de desembre de 1998.

### Com a entrenador
- 1 Medalla d'or a l'Eurobàsket sots-20 (2011).
- 2 Medalles de bronze a l'Eurobàsket sots-20 (2010 i 2012).
- 1 Medalla d'or al Torneig Albert Schweitzer (2012).
- 1 Medalla de bronze a l'Eurobàsket 2013.